# Nenad Đorđević
Nenad Đorđević (Paraćin, Serbia; 7 de agosto de 1979) es un exfutbolista serbio que se desempeñaba como defensor.

## Clubes
| Club                     | País   | Año         |
| ------------------------ | ------ | ----------- |
| FK Jedinstvo Paraćin     | Serbia | 1998 - 1999 |
| FK Obilić                | Serbia | 1999 - 2003 |
| FK Partizan              | Serbia | 2003 - 2007 |
| JEF United Chiba         | Japón  | 2007 - 2008 |
| FK Partizan              | Serbia | 2008 - 2010 |
| FC Krylia Sovetov Samara | Rusia  | 2010 - 2012 |
| Kalmar FF                | Suecia | 2012 - 2016 |